# Női 200 méteres mellúszás az 1970-es úszó-Európa-bajnokságon
Az  1970-es úszó-Európa-bajnokságon a női 200 méteres mellúszás selejtezőit szeptember 10-én, a döntőt szeptember 11-én rendezték. A versenyszámban 17-en indultak. A győztes a szovjet Galina Prozumenscsikova lett Európa-csúccsal. A magyar induló Tóth Zsuzsa a 17. helyen végzett.

## Rekordok
|              | Név                     | Nemzet      | Idő    | Helyszín    | Dátum               |
| ------------ | ----------------------- | ----------- | ------ | ----------- | ------------------- |
| Világcsúcs   | Catie Ball              | USA         | 2:38,5 | Los Angeles | 1968. augusztus 26. |
| Európa-csúcs | Galina Prozumenscsikova | Szovjetunió | 2:40,8 | Utrecht     | 1966. augusztus 22. |

A versenyen új rekord született:
| Európa-csúcs | döntő | Szovjetunió Galina Prozumenscsikova | 2:40,7 | Barcelona, Spanyolország | szeptember 11. |

## Eredmények
A rövidítések jelentése a következő:
| - Q: továbbjutás időeredmény alapján - ECR: Európa-bajnoki rekord | - WR: világ rekord - ER: Európa-rekord | - NR: országos rekord |

### Selejtezők
| Helyezés | Futam | Név                     | Nemzet             | Idő    | Megj. |
| -------- | ----- | ----------------------- | ------------------ | ------ | ----- |
| 1.       | 1     | Galina Prozumenscsikova | Szovjetunió        | 2:43,3 | Q     |
| 2.       | 3     | Alla Grebennyikova      | Szovjetunió        | 2:43,5 | Q     |
| 3.       | 3     | Dorothy Harrison        | Egyesült Királyság | 2:46,8 | Q     |
| 4.       | 2     | Hannelore Putz          | NDK                | 2:48,4 | Q     |
| 5.       | 1     | Monica Sobeck           | NSZK               | 2:49,8 | Q     |
| 6.       | 1     | Yvonne Brage            | Svédország         | 2:49,9 | Q     |
| 7.       | 3     | Uta Frommater           | NSZK               | 2:50,0 | Q     |
| 8.       | 3     | Amanda Rednage          | Egyesült Királyság | 2:50,2 | Q     |
| 9.       | 2     | Ðurđica Bjedov          | Jugoszlávia        | 2:50,5 |       |
| 10.      | 2     | Brigitte Schuchardt     | NDK                | 2:50,6 |       |
| 11.      | 2     | Monica Bergquist        | Svédország         | 2:52,5 |       |
| 12.      | 1     | Ann O’Connor            | Írország           | 2:52,6 |       |
| 13.      | 3     | Jaroslava Slavíčková    | Csehszlovákia      | 2:54,5 |       |
| 14.      | 1     | Erika Ruegg             | Svájc              | 2:57,2 |       |
| 15.      | 3     | Mary Ionnidu            | Görögország        | 2:57,8 |       |
| 16.      | 2     | Elizaveta Kaleseva      | Bulgária           | 3:02,2 |       |
| 17.      | 1     | Tóth Zsuzsa             | Magyarország       | 3:28,4 |       |

### Döntő
| Helyezés | Pálya | Név                     | Nemzet             | Idő    | Megj. |
| -------- | ----- | ----------------------- | ------------------ | ------ | ----- |
|          | 4     | Galina Prozumenscsikova | Szovjetunió        | 2:40,7 | ER    |
|          | 5     | Alla Grebennyikova      | Szovjetunió        | 2:43,5 |       |
|          | 3     | Dorothy Harrison        | Egyesült Királyság | 2:45,6 | NR    |
| 4.       | 6     | Hannelore Putz          | NDK                | 2:48,8 |       |
| 5.       | 7     | Yvonne Brage            | Svédország         | 2:49,4 |       |
| 6.       | 1     | Uta Frommater           | NSZK               | 2:49,6 |       |
| 7.       | 2     | Monica Sobeck           | NSZK               | 2:49,9 |       |
| 8.       | 8     | Amanda Rednage          | Egyesült Királyság | 2:50,7 |       |